# 음력 9월 28일
음력 9월 28일은 음력 9월의 28번째 날이다.

## 문화
- 2013년 - 프로야구 한국시리즈 7차전에서 삼성 라이온즈가 두산 베어스를 7대 3으로 꺾고 3년 연속 우승을 차지하였다.

## 탄생
- 1936년 - 대한민국의 언론인 한창기.
- 1970년 -
  - 대한민국의 희극인 박수홍.
  - 중화권의 가수 소혜륜.
- 1971년 - 대한민국의 가수 김C.

## 같이 보기
- 음력 360일: 1월 2월 3월 4월 5월 6월 7월 8월 9월 10월 11월 12월
- 전날:9월 27일 다음날:9월 29일 - 전달:8월 28일 다음달:10월 28일
- 양력:9월 28일
- 음력, 윤달